# Arno Baruzzi
Arno Baruzzi (* 17. Februar 1935 in Singen am Hohentwiel; † 20. Juli 2016 in München) war ein deutscher Philosoph, Politikwissenschaftler und Hochschullehrer.

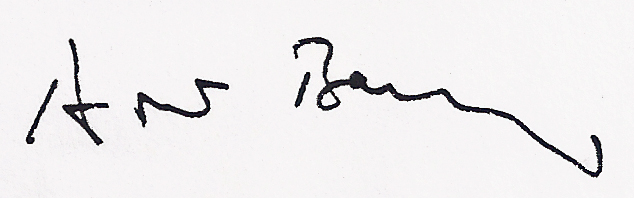
Arno Baruzzi. Signatur 1995

## Werdegang
Nach seinem Studium an den Universitäten Freiburg, Bonn und München, promovierte Baruzzi 1965 in München bei Max Müller mit einer Arbeit zu Untersuchungen zur Philosophie als Zeitkritik im Hinblick auf Martin Heidegger. 1972 folgte ebenfalls in München die Habilitation mit seiner Schrift Mensch und Maschine.
Schon ab 1962 Wissenschaftlicher Assistent für Philosophie übernahm er bis 1974 auch Lehrstuhlvertretungen für Politische Theorie. Außerdem war Baruzzi von 1968 bis 2001 Lehrbeauftragter an der Hochschule für Politik München tätig, an der er zeitweise auch das Amt des Dekans des Fachbereichs Politische Theorie ausübte. Als Redakteur und Mitherausgeber des Philosophischen Jahrbuchs fungierte er von 1969 bis 1995. 1973 und 1974 war Baruzzi zusätzlich geschäftsführender Direktor des Geschwister-Scholl-Institut für Politikwissenschaft.
1975 folgte er einem Ruf an die Universität Augsburg auf den Lehrstuhl für Philosophie, den er bis zu seiner Emeritierung im April 2003 innehatte. In diese Zeit fielen ab 1987 diverse mehrfach Gastprofessuren an der Universität Ulm, an der Juristischen Fakultät der Universität Augsburg, sowie in Japan an verschiedenen Universitäten.

## Forschungsschwerpunkte
Baruzzi beschäftigte sich mit Rechtsphilosophie, Europas Autonomie und Solidarität und schon bei seiner Dissertation mit dem Philosophieren mit Jaspers und Heidegger. Grundsätzlich interessierte ihn die Bedeutung der Geisteswissenschaften und das Thema der Politische Philosophie sowie die Wirtschaftsethik. Seine Gastprofessuren in Japan ermöglichten eine Erweiterung des Themenspektrums um die Anthropologie und Klimatologie aus japanischer Sicht.

## Publikationen (Auswahl)
- Rechtsphilosophie der Gegenwart, Darmstadt 2006.
- Europas Autonomie, 2. überarb. und erw. Auflage, Würzburg 2001. (auch in japanischer Übersetzung erschienen)
- Philosophieren mit Jaspers und Heidegger, 2. überarb. Auflage, Würzburg 2001.
- Philosophie der Lüge, Darmstadt 1996.
- Machbarkeit. Perspektiven unseres Lebens, Freiburg-München 1996.
- Die Zukunft der Freiheit, Darmstadt 1993.
- Freiheit, Recht und Gemeinwohl. Grundfragen einer Rechtsphilosophie, Darmstadt 1990. (auch in japanischer Übersetzung erschienen)
- Alternative Lebensform? Freiburg-München 1985. (auch in japanischer Übersetzung erschienen)
- Einführung in die politische Philosophie der Neuzeit, Darmstadt 1983. (auch in koreanischer und kroatischer Übersetzung erschienen)
- Recht auf Arbeit und Beruf? Sieben philosophisch-politische Thesen, Freiburg-München 1983.
- Europäisches „Menschenbild“ und das Grundgesetz für die Bundesrepublik Deutschland, Freiburg-München 1979.
- Was ist praktische Philosophie?, München 1976. (auch in japanischer und kroatischer Übersetzung erschienen)
- Mensch und Maschine. Das Denken sub specie machinae, München 1973.
- Untersuchungen zur Philosophie als Zeitkritik im Hinblick auf Martin Heidegger, Dissertation, München 1965, veröffentlicht mit Nachwort 1974.